# Lindenberger Wald
Koordinaten: 50° 55′ 42″ N, 6° 24′ 45″ O
Das Naturschutzgebiet Lindenberger Wald liegt auf dem Gebiet der Stadt Jülich im Kreis Düren in Nordrhein-Westfalen. Das aus zwei Teilflächen bestehende Gebiet erstreckt sich östlich der Kernstadt Jülich und nordöstlich und südöstlich des Jülicher Stadtteils Stetternich. Am westlichen Rand des Gebietes verläuft die Landesstraße L 264.

## Bedeutung
Das etwa 104,1 ha große Gebiet wurde im Jahr 2005 unter der Schlüsselnummer DN-058 unter Naturschutz gestellt. Schutzziele sind 
- die Erhaltung und Optimierung eines Waldbestandes mit naturnahen Strukturelementen in einer waldarmen und intensiv ackerbaulich genutzten Bördelandschaft und
- die Erhaltung, Optimierung und Wiederherstellung von naturnahen Laubwäldern in waldarmer Bördelandschaft, insbesondere Erhaltung alter Maiglöckchen-Eichen-Hainbuchenwälder (FFH-LRT 9160) mit ihrem typischen Arteninventar.[2]